# Luisa Moreno
Luisa Moreno (Ciudad de Guatemala, 30 de agosto de 1907 – Guatemala, 4 de noviembre de 1992) fue líder del movimiento obrero de Estados Unidos y activista social. Sindicalizó a los trabajadores, dirigió huelgas, escribió panfletos en inglés y español y convocó al Congreso de Pueblos de Habla Española de 1939, la "primera asamblea nacional latina de derechos civiles", antes de regresar a Guatemala en 1950.

## Biografía
Blanca Rosa Rodríguez López  nació en el seno de una familia acomodada en Ciudad de Guatemala. Cuando todavía era una adolescente, organizó La Sociedad Gabriela Mistral, que presionó con éxito para la admisión de mujeres en las universidades guatemaltecas. Rechazando su estatus de élite, fue a  Ciudad de México en su adolescencia para estudiar la carrera de periodismo. Mientras estuvo allí, ella también escribió poesía. Se casó con Ángel De León, un artista, en 1927, y juntos se mudaron a la ciudad de Nueva York al año siguiente. Allí nació su hija Mytyl. 
Mientras estaba en Nueva York vivió protesta de un grupo de latinos liderados por Gonzalo González contra la película de Warner Bros Under a Texas Moon (1930) por ser antimexicana. La policía brutalizó a los piqueteros, matando a González. El asesinato provocó una protesta pan-latina, en la que participó Moreno. Más tarde le explicó al sindicalista y activista por los derechos humanos Bert Corona que la experiencia "le motivó a trabajar en nombre de la unificación de las comunidades de habla hispana".
Se graduó de la universidad católica de mujeres College of the Holy Names en Oakland, California . 

## Activismo sindical y de derechos civiles
La Gran Depresión golpeó en 1929, y para mantener a su hija y su esposo desempleado, Moreno trabajó como costurera en el Harlem español .  Organizó a sus compañeras de trabajo, la mayoría de los cuales eran latinas, en un sindicato de trabajadoras de la confección. 
En 1935, Moreno fue contratada para trabajar en la Federación Americana del Trabajo (AFL). Dejó a su esposo, quien le inflingía malos tratos y se instaló con su hija en Florida, donde sindicó a los afroamericanos y latinos. Se unió al Congreso de Organizaciones Industriales (CIO) y fue representante del sindicato United Cannery, Agricultural, Packing, and Allied Workers of America (UCAPAWA), asumiendo en 1940 la edición de su periódico en lengua española. 
Como representante de UCAPAWA, ayudó a organizar a los trabajadores en las fábricas de descascarillado de nueces en San Antonio, Texas, y a trabajadores de las fábricas de conservas en Los Ángeles . Allí, alentó las alianzas entre trabajadores en diferentes plantas. Ejerció un liderazgo que empoderaba a otros trabajadores, especialmente a las mujeres, y las animaba a asumir roles de liderazgo en las organizaciones sindicales. 
En 1937, se estableció en el barrio Encanto de San Diego, que utilizó como base para su activismo a nivel nacional. 
En 1939 fue una de las principales organizadoras, junto a Josefina Fierro de Bright y Eduardo Quevedo, del Congreso de Pueblos de Habla Española . Se tomó un año libre de la UCAPAWA para viajar por  Estados Unidos, visitar a trabajadores latinos en la costa este, en el suroeste creando alianzas con los refugiados de la Guerra civil española para la causa. 
En 1940, realizó una intervención ante el Comité Americano para la Protección de los Nacidos en el Extranjero (ACPFB). Su discurso, que se conoció como el discurso de "Caravana del dolor", describió elocuentemente la vida de los trabajadores migrantes mexicanos. Algunos fragmentos se imprimieron en panfletos del Comité, creando un legado que duró mucho más allá de su discurso. En el mismo dijo...  
En el mismo año, cofundó una oficina de empleo en San Diego con su amigo Robert Galván. También organizó a trabajadores de fábricas de conservas en el área de San Diego y persuadió a los empleadores para que no contrataran trabajadores con costras. En los albores de la Segunda Guerra Mundial, la industria de defensa se convirtió en un importante empleador en los Estados Unidos, particularmente en San Diego. Sin embargo, a los mexicanos se les prohibió trabajar en la industria petrolera, los astilleros y otros campos relacionados con la guerra, y quedaron relegados a los trabajos con salarios más bajos. Moreno criticó la discriminación, denunciando que "California se ha vuelto próspera con el trabajo y el sudor de la inmigración mexicana que atiende a su industria número uno, la agricultura. Ahora que han apoyado un verdadero patriotismo hacia un país democrático que se niega a darles la ciudadanía o los derechos civiles más básicos ".
En 1942, Moreno se involucró en el juicio por Asesinato de Sleepy Lagoon, una causa célebre para los activistas de derechos civiles de la izquierda estadounidense y mexicano-estadounidense. Junto con su viejo amigo Bert Corona y el abogado Carey McWilliams, organizó el Comité de Defensa de Sleepy Lagoon para exonerar a los jóvenes acusados. Además de organizar una defensa legal, el Comité buscó calmar los rumores sobre las "pandillas violentas" de Pachucos y contrarrestar los informes sensacionalistas de la "guerra de guerrillas" urbana entre Pachucos y los militares. (La prensa llamó a los ataques de Pachucos en 1943 los " disturbios de Zoot Suit ". ) También investigó los abusos por parte de militares en San Diego, asesorando al concejal Charles C. Dail sobre el asunto. Invitó al Almirante David W. Bagley, comandante del Undécimo Distrito Naval en San Diego, a una reunión de líderes comunitarios y laborales del área de San Diego. Bagley no respondió a la invitación. Continuando presionando para una investigación, Moreno colaboró con McWilliams para reunir pruebas. La investigación enfureció al senador estatal de California Jack B. Tenney, quien arremetió contra Moreno, acusándola públicamente de participar en una "conspiración antiamericana". 
Durante sus campañas de Zoot Suit,  continuó trabajando en el movimiento sindical. En la ciudad de El Monte,  representó a los recolectores de nueces, recibiendo la asistencia de la Asociación de Productores de Nueces de California. Un representante de la Asociación "llegó a tener un gran respeto por su carácter, habilidad y honestidad". 
En 1947, se casó con Gray Bemis, un veterano de la marina de Nebraska que había sido delegado de la convención nacional del Partido Socialista de América de 1932. Bemis compartió el interés de Moreno en los derechos civiles de los mexicoamericanos y fotografió muchas de sus actividades. 
A fines de la década de 1940, Moreno estableció un capítulo en San Diego del Comité de Derechos Civiles de México. En discursos a capítulos de los Jóvenes Progresistas de América, advirtió que las tensiones raciales y la histeria comunista provocaron la discriminación racial, los estereotipos y la brutalidad policial contra los mexicoamericanos y otras minorías étnicas. 

## Deportación
Durante la década de 1950, el Servicio de Inmigración y Naturalización (INS) realizó la Operación Wetback para deportar a la fuerza a mexicanos y mexicoamericanos. La operación apuntó a líderes sindicales en particular. Si bien se la consideraba educada y respetuosa de la ley, su activismo le granjeó enemigos. Ella y su esposo comenzaron a recibir cartas amenazadoras por su trabajo contra la brutalidad policial. Tenney, quien la calificó de "alienígena peligrosa", fue instrumental en su deportación. Le ofrecieron la ciudadanía a cambio de testificar contra Harry Bridges, pero se negó a ser "una mujer libre con un alma hipotecada".
El 30 de noviembre de 1950, Moreno y su esposo salieron de Estados Unidos a través de Ciudad Juárez, yendo lentamente a la Ciudad de México. Su orden de deportación había sido emitida con el argumento de que alguna vez había sido miembro del Partido Comunista . 
Finalmente, la pareja se estableció en Guatemala, pero se vieron obligados a huir cuando un golpe de Estado patrocinado por la CIA en 1954 derrocó al presidente progresista Jacobo Arbenz Guzmán . 
Después del triunfo de la Revolución Cubana de 1959, Moreno pasó un tiempo enseñando en la isla. Más tarde regresó a Guatemala, donde fue entrevistada por varios historiadores antes de morir. 

## Legado
Aunque Luisa Moreno es una figura importante en el Movimiento pre Chicano y el movimiento obrero estadounidense, su papel a menudo se pasa por alto. Desde la década de 1970, activistas e historiadores han intentado reconstruir su papel en los movimientos y darle la relevancia apropiada. Entre ellos se encuentra la muralista y profesora Judy Baca, quien rescató para la memoria la organización de los trabajadores de Cal San en su Gran Muralla de Los Ángeles . El muro, una representación visual de la historia de Los Ángeles, rinde homenaje a Moreno al incluir una imagen de su rostro rodeada de imágenes de huelguistas. 